# Lasioglossum butleri
Lasioglossum butleri is een vliesvleugelig insect uit de familie Halictidae. De wetenschappelijke naam van de soort is voor het eerst geldig gepubliceerd in 1935 door Rayment.